# Unión de Rugby del Nordeste
La Unión de Rugby del Noreste (URNE) - fundada el 18 de abril de 1963-  es una de las 25 uniones afiliadas a la Unión Argentina de Rugby (UAR). Agrupa a los clubes de las provincias de Chaco y la de Corrientes. Cuenta con las categorías primera, menores, desarrollo y femenino.
| Unión de Rugby del Nordeste | Unión de Rugby del Nordeste                             |
| --------------------------- | ------------------------------------------------------- |
| Acrónimo                    | URNE                                                    |
| Fundación                   | 18 de abril de 1963                                     |
| Sede                        | Julio A. Roca 288 1º Piso Resistencia, Chaco, Argentina |
| Deporte                     | rugby                                                   |
| Presidente                  | Eduardo Feldmann                                        |
| Miembro de                  | UAR                                                     |
| Sitio web                   | https://unionrugbynordeste.org/                         |

## Historia
Un grupo de jugadores de rugby que integraban los clubes, Sixty, Regatas Resistencia, Taraguy y Jockey Club (después Aranduroga) y equipos estudiantiles se juntaron para darle una mejor organización al deporte que venían practicando hacía más de un año.
El primer encuentro jugado en el Club Chaco For Ever por dos equipos tucumanos invitados por un grupo de estudiantes de la Escuela de Comercio en 1960 prendió muy fuerte en la juventud estudiantil de la época. En 1962 ya había clubes practicando y por la parte estudiantil fue la Escuela Industrial y el Colegio Don Bosco ambos liderados por el profesor Normando Coronel que le dieron el espaldarazo con equipos de divisiones menores.
Toda esa movida que comenzó a gestarse necesitó un ordenamiento ya que hubo gente de Corrientes que se adhirió a esta movida rugbística. Por tal motivo exjugadores que practicaron rugby en otros lugares del país se arrimaron a colaborar y así se fue armando la primera comisión que comenzó a contactarse con la Unión Argentina de Rugby.
Entre esos allegados podemos nombrar al arquitecto Ricardo Frigerio, que por su trabajo profesional estuvo en la construcción del edificio del Instituto, con él vino Rubén Ciraco, ambos hombres del Club Pucará de Buenos Aires y allegados a la UAR. Esas relaciones allanaron mucho el camino hacia la afiliación de la Unión de Rugby del Nordeste.
Cuando tuvieron todos los papeles para la afiliación viajaron a Buenos Aires junto con Eduardo Vitali y lo presentaron en la sede de la UAR y esperaron unos días para ver la resolución donde se aceptó a la URNE como afiliada.
Eso fue el día 23 de abril de 1963 por eso los dirigentes pusieron como día de la fundación de la URNE esa fecha otros tienen el día 18, días más días menos ahí comenzó la gran historia y movida de este rugby que actualmente tiene más de 2000 jugadores fichados. El primer presidente fue Rubén Ciraco y el actual es Alfredo Horacio Mansilla.
Los pioneros de aquella gesta deportiva están satisfechos por la continuidad y el crecimiento que los nuevos dirigentes les están dando a la Unión donde la participación de familias enteras lo hacen crecer día a día.
Al principio y por muchos años participaron en la URNE clubes de Formosa y Misiones que luego, por motivos de distancia y económicos, se retiraron y formaron sus propias uniones, pero hoy se compite con ellos en los torneos regionales en las distintas categorías.
En 1980, la Unión de Rugby del Nordeste (URNE) decidió implementar un cambio significativo en el formato del torneo oficial con el objetivo de optimizar la competitividad y brindar mayor estabilidad a los equipos participantes. Desde ese año, el campeonato pasó a disputarse con un sistema que requería dos enfrentamientos obligatorios entre cada equipo, lo que garantizaba una competencia equilibrada y una mayor cantidad de partidos para todos los clubes.
El nuevo formato estableció que el campeón se definiría exclusivamente por la tabla de puntos, dejando atrás otros sistemas de definición. Este esquema simplificó la competencia y priorizó la consistencia de los equipos a lo largo de toda la temporada, premiando a aquel que mantuviera un mejor desempeño acumulado.
Además, se tomó la decisión estratégica de anular los descensos para los equipos de las ciudades capitales dentro de la región, específicamente Corrientes, Resistencia, Posadas y Formosa. Esta medida buscaba fomentar el desarrollo del rugby en estas localidades, promoviendo la participación y el crecimiento de los clubes sin el temor de perder la categoría. Con estos cambios, la URNE consolidó una estructura más inclusiva y competitiva, fortaleciendo el rugby en el Nordeste y sentando bases para el desarrollo del deporte en toda la región.

## Clubes afiliados
| CHACO - CURNE (Club Universitario de Rugby del Nordeste) (Resistencia) (27°26′16″S 58°55′33″O / -27.4376573, -58.9257727) - Club de Regatas Resistencia (Resistencia) - Sixty Rugby Club (Resistencia) - UNCAus Rugby (Presidencia Roque Sáenz Peña) - Argentinos Rugby Club (Resistencia) - Chaco Rugby Club(Resistencia) - Las Águilas Rugby Club (Presidencia Roque Sáenz Peña) - Los Abipones Rugby Club (Juan José Castelli) - Cotton Rugby Club (Villa Ángela) - Asociación Italiana (Charata) - Machagai Rugby Club (Machagai) - Quitilipi Rugby Club (Quitilipi) - Abipones Rugby Club(Juan José Castelli) - Unión (Machagai) | CORRIENTES - Aranduroga Rugby Club (Corrientes) - Taraguy Rugby Club (Corrientes) - San Patricio Rugby Club (Corrientes) - Ñandubay Rugby Club (Curuzú Cuatiá) - Goya Rugby Club (Goya) - Club Hípico Pay Ubre (Mercedes) - Club Atlético Libreño (Paso de los Libres) - Yacyreta Rugby Club (Ituzaingo) - Tortugas Rugby Club (Santo Tome) - Cebu (Virasoro) - Uruguay Rugby Club (La Cruz) |

## Consejo Directivo 2018-2020[2]
Presidente
Eduardo Feldman
Vicepresidente
Eduardo Gómez Vara
Secretario
Horacio Mansilla
Prosecretario
Marcelo Romero
Tesorero
Eduardo Shanton
Protesorero
Gustavo Sicco
Vocal 1
Jorge Gutnisky
Vocal 2
Roberto Gómez Coll
Vocal 3
Livio Gutierrez
Vocal Suplente 1
Mario Farath
Vocal Suplente 2
Orlando Guarnieri
Vocal Suplente 3
Jorge Gómez
Revisor de Cuentas
Daniel Siam
Eduardo Rocatagliatta

## Torneos
La Urne organiza torneos regionales, en conjunto con la Unión de Rugby de Formosa (URF)  y la Unión de Rugby de Misiones (URUMI) el torneo regional de rugby en tres niveles
Regional NEA primera: participan seis clubes de URNE, uno de URF y uno de URUMI
Regional NEA B Ascenso: participan dos equipos de URNE,cuarto de URF y cuatro de URUMI
Regional NEA C Desarrollo: participan cuatro equipos de URNE,cuarto de URF y cuatro de URUMI
Regional Femenino
Además de los torneos oficiales de menores (M15, M16, M17 y M19) y de preintermedia, el circuito femenino y los encuentros de infantiles, los torneos Desarrollo de Chaco y de Corrientes.

## Récords
-Campeonatos obtenidos: (19)
CURNE  (1976, 1980, 1981, 1983, 1986, 1987, 1988, 1989, 1990, 2008, 2009, 2012, 2013, 2014, 2017, 2019, 2022, 2023, 2024).
-Campeonatos obtenidos de manera consecutiva: (8)
Sixty (1963, 1964, 1965, 1966, 1967, 1968, 1969, 1970).
-Finales disputadas: (14)
CURNE (2008, 2009, 2010, 2012, 2013, 2014, 2015, 2016, 2017, 2018, 2019, 2022, 2023, 2024)
Victorias en cruces: (61)
CURNE frente a Sixty (1980-presente)
-Victorias consecutivas en cruces: (33)
Aranduroga frente a Taraguy (1980-1996).
-Temporadas en primera división: (61)
Sixty, Aranduroga y Taraguy* 
(*)Entre los años 1983 y 1987, Taraguy quedó en última posición, perdiendo todos los partidos que disputó durante esas 5 temporadas y, según el reglamento, debió descender a la segunda categoría. Sin embargo, se mantuvo en primera debido a el decreto emitido por la Unión de Rugby del Nordeste (URNE), que modificó las reglas y excepcionó su aplicación para los equipos de la capital, permitiéndole permanecer en la categoría principal. Por ello, su nombre aparece con un asterisco en las estadísticas de esos años, indicando esta situación excepcional.

## Seleccionados
Los seleccionados de URNE, integrados por jugadores y jugadoras de clubes de Chaco y Corrientes participan de los torneos Oficiales de la UAR
Cuenta con seleccionados de mayores, el de juveniles, el de mujeres mayores y juveniles, el de desarrollo juvenil y mayores, y los de seven que participa del Seven de la República